# A Mexican Car in a Southern Field
A Mexican Car in a Southern Field är ett samlingsalbum av Loosegoats, utgivet 1997. Skivan innehåller bandets samtliga tidigare utgivna EP-skivor, Small Lesbian Baseball Players (1995), Mule Habit (1996), Country Crock (1996) och Slotmachines and Busted Dreams (1997).

## Låtlista
Alla låtar är skrivna av Christian Kjellvander.
1. "Slotmachines and Busted Dreams" - 2:21
2. "War in My Course" - 3:06
3. "F as in Dumped" - 2:49
4. "Really Texan Modesty" - 5:36
5. "Country Crock" - 2:41
6. "It's So K" - 2:32
7. "Ten Speed" - 2:42
8. "Stop Drop-In Inn" - 2:20
9. "Broken Babe" - 2:04
10. "Mule Habit" - 2:51
11. "Destined to Be a B-Side" - 2:04
12. "Independently Correct" - 2:21
13. "Suburban Slut" - 2:59
14. "Texan Modesty" - 5:30
15. "Telephonic Juncture" - 2:11
16. "Slut" - 4:11
17. "Molly Coddle" - 2:46
18. "Small Planet" - 2:08
19. "Freeloadin'" - 2:41
20. "Towel" - 2:52

## Medverkande musiker
- Christian Kjellvander - gitarr, sång
- Magnus Melliander - gitarr
- Anders Tingsek - bas
- Johan Hansson - trummor, percussion.
- Jens Löwius - gitarr (låtarna 5-20)
- Mårten Löfwander - bas (låtarna 15-20)

## Mottagande
Allmusic.com gav skivan 4/5.